# 세르히 리발카
세르히 올렉산드로비치 리발카(우크라이나어: Сергій Олександрович Рибалка, Serhiy Oleksandrovych Rybalka, 1990년 4월 1일 ~ )는 올렉산드리야와 우크라이나 축구 국가대표팀에서 활약하고 있는 우크라이나의 축구 선수이다.